# Nova Gente
Nova Gente é uma revista de sociedade portuguesa. É a mais antiga das revistas de sociedade em Portugal. Foi fundada em 1976 por Jacques Rodrigues (do Grupo Impala criado em 1983).

## Formato
Embora acompanhe de perto a vida dos famosos, a Nova Gente não se resume a ser uma revista de sociedade. Temas também abordados: 
- Saúde e ciência; documentos detalhados sobre os temas que mais preocupam na actualidade;
- Política e sociedade;
- O quotidiano das casas reais europeias;
- Economia;
- Novidades sobre música, cinema e desporto;
- Sugestões de moda e beleza;
- Programação de televisão.

## Vendas
No final dos anos 1980 atingia uma tiragem média por edição superior a 150 mil cópias, situando-se a tiragem anual acima dos oito milhões. Em 1995 conseguiu atingir tiragens semanais da ordem dos 180 mil, movimentando perto de 10 milhões de exemplares ao longo do ano.
Aconteceu um ligeiro decréscimo devido ao aparecimento de magazines concorrentes como a «Caras», «VIP», «Lux» e «Flash!», que procuraram responder à enorme apetência do público pelas notícias «do social».
De acordo com dados da Associação Portuguesa para o Controlo de Tiragem e Circulação (APCT) referentes ao ano 2000, a «Nova Gente» era a líder de mercado com uma média de circulação de 165 mil cópias.